# Loch of Butterstone
Loch of Butterstone är en sjö i Storbritannien.   Den ligger i kommunen Perth and Kinross och riksdelen Skottland, i den norra delen av landet, 600 km norr om huvudstaden London. Loch of Butterstone ligger 111 meter över havet.  I omgivningarna runt Loch of Butterstone växer i huvudsak blandskog.